# Ludwig Streitenfeld
Ludwig Streitenfeld, auch Louis Streitenfeld (* 20. Dezember 1849 in Wien-Leopoldstadt; † 6. Februar 1930 in Eisenach, Land Thüringen), war ein deutsch-österreichischer Porträt-, Landschafts- und Stilllebenmaler sowie Illustrator, Kopist und Restaurator. Von 1902 bis 1918 war er letzter Hofmaler des Großherzogtums Mecklenburg-Strelitz.

## Leben
Streitenfeld, Sohn des Wiener Tapezierers Ludwig Streitenfeld und seiner Ehefrau Johanna, geborene Ulner, studierte bis 1872 an der Kunstakademie Wien. Ferner soll er die Akademien von München, Düsseldorf und Dresden besucht haben. Auch war er Schüler der „Specialschule für Historienmalerei“ von Eduard von Engerth. Außerdem vertiefte er seine Kenntnisse in den Ateliers der Porträtmaler Heinrich von Angeli und Hans Makart. Engere Kontakte pflegte er mit dem Maler Hans Canon und dem Bildhauer Viktor Tilgner. 1872 wurde Streitenfeld Mitglied der Genossenschaft der bildenden Künstler Wiens, seit 1876 wurde er dort als abwesendes Mitglied geführt.

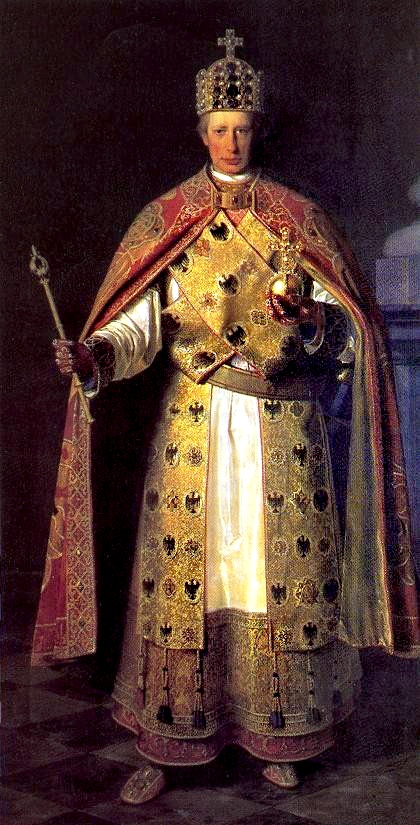
Franz II., Auftragsarbeit für Rudolf von Österreich-Ungarn, 1874, heute Museum Schloss Franzensburg in Laxenburg

1874 erhielt er als Schüler der Schule von Engerth neben Ludwig Minnigerode (* 1847), Robert Schuster von Bärnrode (1845–1894), Josef Festl und Julius Berger vom österreichischen Kronprinzen Rudolf von Österreich-Ungarn den Auftrag, eine Reihe von Bildnissen deutscher Kaiser für einen Saal der Hofburg anzufertigen, in welchem vormals das Appartement der Kaiserin Karoline Augusta gelegen war. In diesem Zusammenhang schuf Streitenfeld seine wohl bekannteste Arbeit, das Porträt von Kaiser Franz II., das ihn in Ganzfigur als römisch-deutschen Kaiser im Krönungsornat und im Besitz der Reichsinsignien zeigt. Im gleichen Jahr erhielt er einen Ruf an die Pinakothek in München, wo er Bilder alter Meister kopieren sollte, eine Aufgabe, die er zuvor schon für das Wiener Belvedere durchgeführt hatte. Bis 1880 lebte er in München, bis 1882 in Würzburg. Eine längere Zeit hielt er sich Italien auf (1883–1886), Reisen unternahm er nach Frankreich, in die Schweiz, nach Holland und in die Vereinigten Staaten. In Berlin, wo er sich für sieben Jahre niederließ, schuf er neben Auftragsarbeiten für die deutsche Kaiserin Auguste Viktoria eine Kopie des damals Rembrandt zugeschriebenen Bildes Der Mann mit dem Goldhelm.
1899 heiratete Streitenfeld die 26 Jahre jüngere Landschafts- und Porträtmalerin Elfriede Krüger (1876–1950), die Tochter des Kalkhorster Pastors Heinrich Krüger  (1836–1921). Das Paar hatte zwei Söhne. Im Jahr 1902 ernannte ihn Großherzog Friedrich Wilhelm II. von Mecklenburg zum Hofmaler und Restaurator.  Er wurde damit Nachfolger des im Jahr 1900 verstorbenen Malers Georg Kannengießer. Mit seiner Familie zog er in eine Wohnung auf Schloss Neustrelitz. In dieser Zeit entstanden unter anderem Porträts des deutschen Kaisers Wilhelm II. (1915), der mecklenburgischen Großherzöge Friedrich Wilhelm II., Adolf Friedrich V. und Adolf Friedrich VI., der mecklenburgischen Großherzogin Augusta Karoline (1911), des mecklenburgischen Herzogs Karl Borwin und des Oberhofmarschalls Friedrich von Maltzan. 1909 verlieh ihm Adolf Friedrich V. den Titel Professor. Der mysteriöse Tod des letzten mecklenburgischen Großherzogs Adolf Friedrich VI., die Ereignisse des Ersten Weltkriegs und die Novemberrevolution  brachten es mit sich, dass der Hof von Mecklenburg-Strelitz im Jahr 1918 vom Freistaat Mecklenburg-Strelitz aufgelöst wurde. Dabei wurde Streitenfeld arbeitslos. Er zog nach Neetzka, wo er mit seiner Schülerin Martha Gerling gemeinsam malte, 1925 nach Eisenach. Dort starb er im 81. Lebensjahr nach kurzer Krankheit.